# Паше, Джон
Джон Паше́ (англ. John Pasche; родился 24 апреля 1945 года) — британский арт-дизайнер, наиболее известный по разработке логотипа «с губами и языком» для  рок-группы The Rolling Stones. Паше имеет степень бакалавра искусств в области графического дизайна Брайтонского колледжа искусств, где обучался в период с 1963 по 1967 годы. Помимо этого, он получил степень магистра искусство Королевского колледжа искусств, в котором учился в период с 1967 по 1970 годы.

## Карьера
Центральный офис The Rolling Stones связался с Королевским колледжем искусств в 1970 году, чтобы заказать афишу для европейского турне Rolling Stones 1970 года; колледж рекомендовал Паше́. Паше разработал логотип «Дизайн языка и губ» в 1970 году. За работу ему заплатили всего 50 фунтов стерлингов, доплатив в 1972 году ещё 200 фунтов. В 1984 году Паше продал свои авторские права на логотип компании The Rolling Stones через её коммерческое подразделение (Musidor BV) за 26 000 фунтов стерлингов. В 2008 году оригинальное изображение логотипа было продано американскому Музею Виктории и Альберта за 92 500 долларов (или около 71 000 фунтов стерлингов по состоянию на 2020 год). Дизайн логотипа подвергся корректировке Крейга Брауна, когда он разрабатывал упаковку альбома Sticky Fingers, и первоначально был воспроизведён на внутреннем конверте и обложке американской версии альбома, выпущенного в апреле 1971 года. В августе 2008 года эмблема The Rolling Stones была признана лучшим логотипом музыкальной группы всех времён в онлайн-опросе, проведённом сайтом Gigwise. Паше сотрудничал с The Rolling Stones с 1970 по 1974 годы, будучи младшим арт-директором рекламного агентства Benton & Bowles.
В период с 1974 по 1977 годы Паше основал и руководил компанией Gull Graphics. Впоследствии дизайнер сотрудничал с Полом Маккартни, The Who, The Stranglers и Dr. Feelgood. C 1978 по 1981 годы он был арт-директором компании United Artists Music Division. В 1981 году занял пост креативного директора Chrysalis Records, проработав там до 1991 года, а с 1994 по 2005 годы являлся креативным директором компании South Bank Center.